# Donji Očauš
Donji Očauš je naseljeno mjesto u sastavu općine Teslić, Republika Srpska, BiH.

## Stanovništvo
| Donji Očauš        |              |
| godina popisa      | 1991.        |
| Srbi               | 327 (99,70%) |
| Muslimani          | 0            |
| Hrvati             | 0            |
| Jugoslaveni        | 0            |
| ostali i nepoznato | 1 (0,30%)    |
| ukupno             | 328          |